# Tony Adams

Tony Alexander Adams (MBE) (født 10. oktober 1966 i London, England) er en tidligere engelsk fodboldspiller og nuværende manager, der tilbragte hele sin aktive karriere, fra 1983 til 2002, som forsvarsspiller hos Arsenal F.C. i den engelske Premier League. Han var i en årrække anfører for både klubben samt for det engelske landshold. Hans præstationer har skaffet ham et renommé som en af Englands bedste forsvarsspillere gennem historien.
Hans seneste klub som manager var Portsmouth F.C., som han stod i spidsen for frem til 9. februar 2009.

## Tidlige liv
Adams blev født i London-bydelen Romford, og voksede op i det nærliggende Dagenham i Londons East End. Han blev medlem af Arsenal F.C. i 1980, i en alder af 14 år.

## Karriere hos Arsenal
Adams debuterede for Arsenals førstehold den 5. november 1983 i en kamp mod Sunderland, fire uger efter sin 17-års fødselsdag. Fra og med sæsonen 1985-86 blev han en fast del af holdets startopstilling, en position han fastholdt i de følgende 17 år han var i klubben.
Som styrmand for Arsenals forsvar var Adams i næsten to årtier manden bag et af de mest stabile forsvar set i den engelske liga nogensinde. I 1988 blev han, som kun 21-årig, tildelt klubbens anførerbind, som han også bar til sin pensionering efter klubbens succesfulde 2001-02-sæson, hvor holdet vandt både Premier League og FA Cuppen.
Med Arsenal nåede Adams at vinde fire engelske mesterskaber, tre FA Cup-titler, to Liga Cup-titler og én gang Pokalvindernes Europa Cup. Derudover modtog han en række individuelle kåringer.
Da Adams lod sig pensionere fra Arsenal i 2002 stod han noteret for intet mindre end 504 optrædener for klubben, og havde, på trods af en position som midterforsvarer, scoret hele 32 mål. Hans sidste optræden for holdet var en testimonial kamp mod skotske Celtic F.C. efter slutningen af 2001-02-sæsonen. Igennem hele sin karriere bar han rygnummer 6 for "The Gunners".

## Landshold
Adams repræsenterede i en periode på 14 år det engelske landshold 66 gange og scorede fem mål. Han fik sin debut i en kamp mod Spanien i 1987 og blev året efter udtaget til truppen til EM i Vesttyskland.
Adams blev efter sin etablering på landsholdet udnævnt til holdets anfører, og førte i denne rolle holdet til semifinalen ved EM i 1996 på hjemmebane, hvor kun en tabt straffesparkskonkurrence i semifinalen mod Tyskland forhindrede en mulig titel med landsholdet også. I 1998 var han også anfører for holdet da det nåede 1/8-finalerne ved VM i Frankrig, og han spillede sin sidste slutrunde for England ved EM i 2000 i Holland og Belgien.

## Trænerkarriere
Efter at have indstillet sin aktive karriere kastede Adams sig over trænergerningen, hvor han i november 2003 blev manager i League Two-klubben Wycombe Wanderers. Han besad dog kun stillingen i et enkelt år, inden han af personlige årsager selv trak sig fra jobbet. Efterfølgende blev han tilknyttet assistentjobs i de hollandske klubber Feyenoord Rotterdam og FC Utrecht.
Den 28. juni 2006 blev Adams ansat som assisterende manager i Premier League-klubben Portsmouth F.C. Den 25. oktober 2008 blev han, efter at den daværende manager Harry Redknapp forlod klubben til fordel for Tottenham, tildelt klubbens managerposition, som han dog måtte forlade igen efter svigtende resultater den 9. februar 2009.

## Privatliv
Adams har offentligt anerkendt, at han flere gange har haft problemer med et alkoholmisbrug. Efter en bilulykke i 1990 blev han dømt for spirituskørsel og idømt fire måneders fængsel, hvoraf dog kun de to blev afsonet. Siden da har han flere gang deltaget i velgørenhedsarrangementer til fordel for netop alkohol- og stofmisbrugere.

## Titler
Premier League
- 1989, 1991, 1998 og 2002 med Arsenal F.C.

FA Cup
- 1993, 1998 og 2002 med Arsenal F.C.

Liga Cup
- 1987 og 1993 med Arsenal F.C.

Pokalvindernes Europa Cup
- 1994 med Arsenal F.C.